# プロ・フィールド
株式会社プロ・フィールド（英: Profield Inc.）は、メディカルソリューション事業、サロンソリューション事業を主とする、東京都中央区に本社を置く日本の会社。代表取締役は車 陸昭。
自由診療クリニック様向け電子カルテ「ACUSIS」の開発・販売のため会社を設立。その後、「ACUSIS」はバージョンアップを継続して行い 、2022年9月には自由診療、保険診療向けクラウド型電子カルテ「ACUSIS Cloud」をリリース。また、自由診療クリニック向けクラウド型電子カルテ「TB Medical」の開発・販売も行っている。
さらに電子カルテ「ACUSIS」のノウハウを活かしたエステティックサロン向け顧客管理システム「Treasure Box」の開発・販売も行っている。

## 事業内容
- 自由診療、保険診療向けクラウド型電子カルテ「ACUSIS Cloud」の開発・販売
- 自費診療クリニック向けクラウド型電子カルテシステム「TB Medical」の開発・販売
- サロン向け顧客管理システム「Treasure Box」の開発・販売
- バイオフィリックサウンドデザイン「KooNe」の販売代理店

## 沿革
- 2001年2月 - クリニック向け統合管理システム「ACUSIS」の開発、販売を目的に会社設立
- 2002年6月 - ACUSIS Ver2をリリース
- 2003年5月 - 店舗勤怠管理システムを販売開始
- 2003年6月 - アマノ株式会社に店舗勤怠管理システムの販売代理店として契約を結ぶ
- 2003年9月 - ACUSIS Ver3（電子カルテ）をリリース
- 2005年10月 - ACUSIS Ver4（電子カルテ）をリリース
- 2006年6月 - ウェブ上で医師と対話 eCRMシステム「プロセス」をリリース
- 2006年8月 - Felicaを診察券に活用 9月より中国で販売開始
- 2006年8月 - ACUSIS Ver5（電子カルテ）をリリース
- 2008年3月 - 平成20年度診療報酬改定におけるレセプト対応版をリリース
- 2008年12月 - ACUSIS Ver6（電子カルテ）をリリース
- 2009年9月 - レセプトオンライン請求対応を開始
- 2009年11月 - 業務拡大に伴い【東京都中央区日本橋小伝馬町9-9ハイジー日本橋ビル7階】に本社を移転
- 2010年2月 - 国内最大規模の病院口コミ検索サイト「お医者さん.jp」サイト運営を開始
- 2010年7月 - 国内最大規模の病院口コミ検索サイト「お医者さん.jp」をリニューアル
- 2010年11月 - インプラント専門歯科にインプラント歯科向け患者管理システムの導入が決定
- 2011年6月 - 業務拡大に伴い大阪営業所を心斎橋に設立
- 2011年11月 - 国内最大規模の病院口コミ検索サイト「お医者さん.jp」リニューアルオープン
- 2011年12月 - ACUSIS Pro（電子カルテ）をリリース
- 2011年12月 - エステティックサロン向け顧客管理システム「Treasure Box」を販売
- 2012年9月 - 業務拡張により中央区築地聖路加タワーに移転
- 2013年3月 - 診察券アプリ「P-CONNECT Reserve」リリース
- 2014年7月 - 株式会社JVCケンウッド・ビクターエンタテインメントの空間音響システム「KooNe」販売
- 2016年1月 - 業務拡大に伴い大阪営業所を四ツ橋に移転
- 2020年5月 - エステティックサロン向け顧客管理システム「Treasure Box2」を販売
- 2021年5月 - クリニック向けクラウド型電子カルテシステム「TB Medical」を販売
- 2022年3月 - ACUSIS Ver8（電子カルテ）をリリース
- 2022年3月 - ACUSIS Pro iPadで作成できる特商法書面機能をリリース
- 2022年4月 - 業務拡大に伴い大阪営業所、同ビルフロア拡張移転
- 2022年6月 - Treasure Box2 役務契約（概要書面・契約書作成）の電子管理機能（日本エステティック機構監修）をリリース
- 2022年6月 - Treasure Box2 HOT PEPPER Beautyとの予約相互連携をリリース
- 2022年9月 - クラウド電子カルテ「ACUSIS Cloud」をリリース

## 関連会社
- 株式会社ケーエムケーワールド